# 德氏拟蝇虎
德氏拟蝇虎（学名：Plexippoides doenitzi）为跳蛛科拟蝇虎属的动物。分布于日本以及中国大陆的浙江、四川、湖南、广东等地，多生活于多种农田。该物种的模式产地在日本。